# Fontolizumab
Il fontolizumab  nome commerciale HuZAF, è un anticorpo monoclonale umanizzato, di derivazione murina, che viene utilizzato per il trattamento di malattie autoimmuni come la malattia di Crohn e l'artrite reumatoide.
Il farmaco agisce sull'interferone gamma.
Esso è sviluppato dalla Protein Design Labs.

### Fontolizumab
- Medicina interna sistematica, Elsevier srl, 2010,  pp. 700–, ISBN 978-88-214-3109-8.
- (EN) Stephan A. Targan, Stephan R. Targan, Fergus Shanahan, Loren C. Karp, Inflammatory Bowel Disease: Translating Basic Science Into Clinical Practice, John Wiley and Sons, 30 ottobre 2009,  pp. 126–, ISBN 978-1-4051-5725-4.

- (EN) B. Vucelic, J. F. Colombel e C. Gasche, Inflammatory bowel disease: translation from basic research to clinical practice, Springer, 27 maggio 2005,  pp. 93–, ISBN 978-1-4020-2847-2.

- (EN) Noel R. Rose, The Year in Immunology 2, John Wiley and Sons, 2010,  pp. 133–, ISBN 978-1-57331-779-5.

- (EN) Petar Mamula, Jonathan E. Markowitz e Robert N. Baldassano, Pediatric Inflammatory Bowel Disease, Springer, 20 dicembre 2007,  pp. 416–, ISBN 978-0-387-73480-4.